# Hesperornis
Hesperornis is een geslacht van uitgestorven zeevogels uit het Laat-Krijt van Noord-Amerika. Waarschijnlijk leefden de dieren in koloniën langs de kust.

## Vondst en naamgeving
In juli 1871 trof de tweede paleontologische expeditie van professor Othniel Charles Marsh naar het Wilde Westen, bij Goblin Hollow op de zuidelijke oever van de Smoky Hill River in Logan County, Kansas, het fossiel aan van een grote vogel van minstens 1,5 meter groot. Vogelfossielen waren indertijd uiterst zeldzaam en Marsh was zeer verheugd over de vondst. In 1872 benoemde en beschreef hij die als de typesoort Hesperornis regalis. De geslachtsnaam betekent 'westelijke vogel'. De soortaanduiding betekent 'koninklijk' in het Latijn, een verwijzing naar de enorme omvang van het dier. Hetzelfde jaar gaf Marsh een wat uitgebreidere beschrijving. Marsh begreep al dat zo'n zwaar beest nooit zou kunnen vliegen. Hij concludeerde dat het om een duikvogel moest gaan. De kop en vleugels waren toen nog onbekend.
Het holotype YPM 1200 is gevonden in een zeeafzetting, de Smoky Hill Chalk Member van de Niobraraformatie, die dateert uit het Laat-Santonien, ongeveer vijfentachtig miljoen jaar oud. Het bestaat uit een gedeeltelijk skelet, waarvan de achterpoten, delen van het bekken, halswervels, staartwervels en wat ribben bewaard waren gebleven. In het tweede artikel uit 1872 werden nog eens vier losse botten beschreven: YPM 1201-1204.
In 1872 keerde Marsh naar de vindplaats terug en groef nog meer materiaal op. Bij de bestudering ervan bleek achteraf dat een van zijn studenten, Thomas H. Russell, al tijdens de eerste expeditie in 1870 een exemplaar gevonden had, YPM 1206, met de schedel er nog aan. Dit toonde dat de vogel tanden had wat een verband suggereerde met andere oude vogels met tanden als Archaeopteryx en de door Benjamin Mudge gevonden Ichthyornis. Marsh zou op den duur een dozijn specimina van Hesperornis aan zijn collectie toevoegen, gevonden door zijn medewerkers.

## Beschrijving
Hesperornis werd tot 1,8 meter lang.
In de loop der jaren zijn er verschillende kenmerken vastgesteld waarin Hesperornis zich onderscheidt van verwante soorten. De pneumatische groeve aan de binnenkant van het traanbeen is nauw en ondiep. In de onderkaak is het articulare niet gepneumatiseerd. De zevende tot en met tiende halswervel hebben extreem lange en afgeplatte zijuitsteeksels. Er zijn veertien sacrale wervels in het heiligbeen. Het vergroeide staartuiteinde, het pygostyle, is extreem breed en afgeplat. Er zijn vier paar sternale ribben, die dus verbonden waren met het borstbeen. Het borstbeen heeft aan de achterste zijkanten diepe uithollingen. Het schouderblad is aan het bovenste uiteinde verbreed. Het opperarmbeen is langer dan het schouderblad. Onderarm en hand zijn volledig gereduceerd, dus afwezig. Boven het heupgewricht is op het darmbeen de antitrochanter sterk ontwikkeld. Het vierde middenvoetsbeen steekt ver onder het niveau van het derde middenvoetsbeen uit.
Het lichaam van Hesperornis was gebouwd om mee te duiken. Het was langwerpig en hij gebruikte zijn grote voeten om meer vaart te zetten tijdens het zwemmen. De dijbeenderen staken daarbij zijwaarts uit, de onderbenen naar achteren en de voeten weer zijwaarts. De achterpoten waren kort maar krachtig en tonen aanpassingen voor een versterkte afzet. Zijn kleine vleugels, ongeschikt om mee te vliegen, werden waarschijnlijk zelfs niet gebruikt om te zwemmen want ze bestonden alleen nog maar uit de bovenarmen. De kop was langwerpig, geschikt om zeedieren te vangen. Zoals veel vogels uit het Krijt had hij kleine, scherpe tanden in zijn bek. Die stonden in dit geval niet in afzonderlijke tandkassen maar in een gezamenlijke groeve. De vogel stond op het menu van vele zeereptielen zoals Mosasaurus. Dat weten we door de resten van fossiele vogels in de buik van die reptielen.